# Orthetrum angustiventre
Orthetrum angustiventre é uma espécie de libelinha da família Libellulidae. 
Pode ser encontrada nos seguintes países: Angola, Benin, Burkina Faso, Camarões, Costa do Marfim, Gâmbia, Gana, Guiné, Guiné-Bissau, Quénia, Libéria, Mali, Nigéria, Senegal, Serra Leoa, Sudão, Togo, Uganda, Zâmbia e possivelmente em Tanzânia.
Os seus habitats naturais são: florestas subtropicais ou tropicais húmidas de baixa altitude. 